# Santa Maria della Pietà (Palermo)

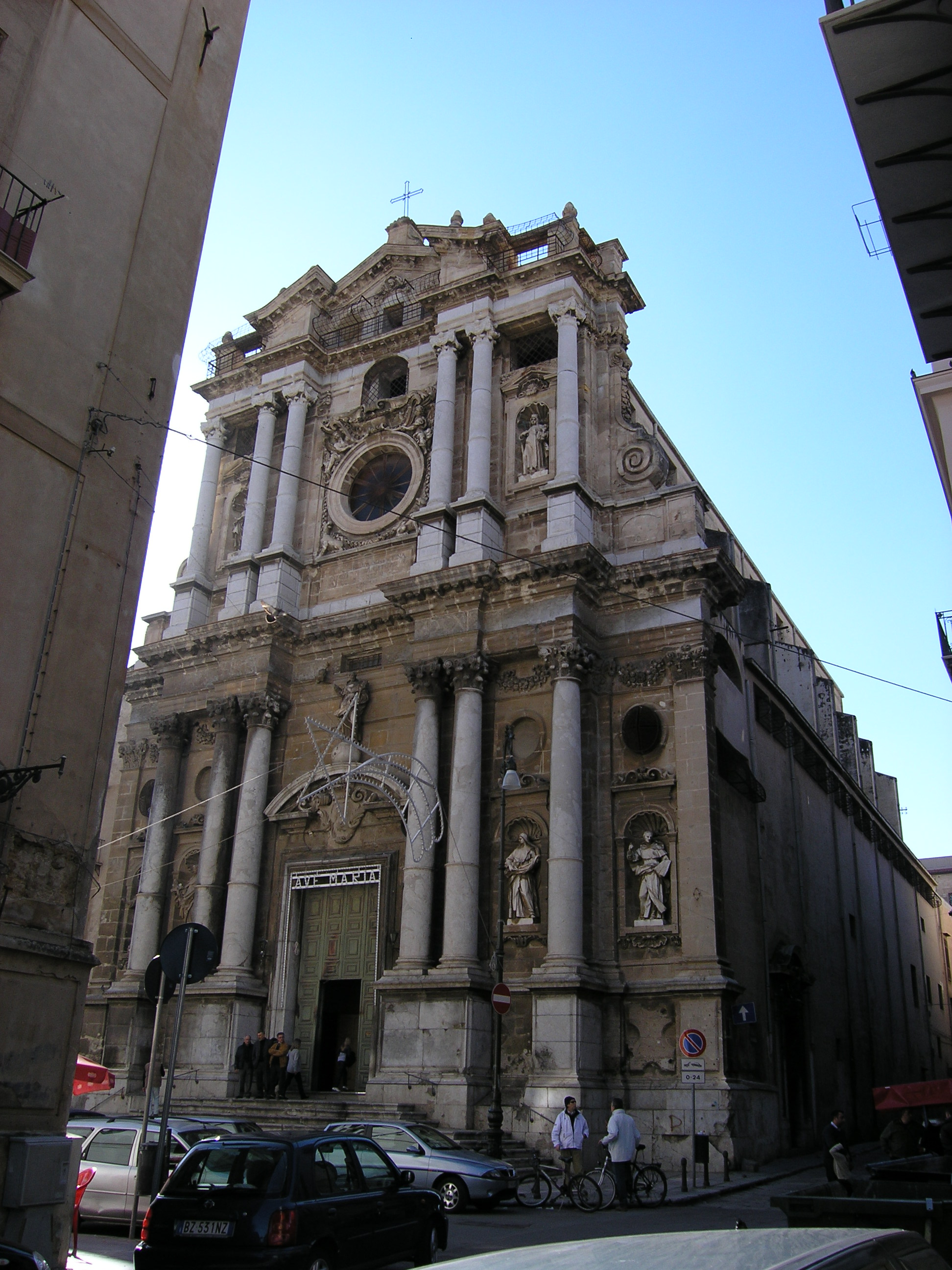
Santa Maria della Pietà

Die Santa Maria della Pietà ist eine Kirche des Barock in Palermo.

## Baugeschichte
Wie ihre Schwesterkirche Santa Teresa alla Kalsa liegt Santa Maria im Stadtteil Kalsa, dem alten arabischen al Halisah, wo 937 der Emir seinen Regierungssitz hatte.
Ab dem 16. Jahrhundert wurde der Stadtteil zur bevorzugten Wohngegend für den Adel und reiche Bürger, die hier ihre Paläste bauen ließen.
Die Dominikanerinnen, die seit 1526 den nahe gelegenen Palazzo Abatellis bewohnten und deren Hauskirche das mittelalterliche Gotteshaus San Nicolò alla Kalsa an der Porta Felice war, gaben einen Kirchenneubau in Auftrag. Der Bauauftrag ging an den in Rom geschulten Architekten Giacomo Amato, der die neue Kirche zwischen 1686 und 1706 in den klösterlichen Gebäudekomplex des Palazzo Abatellis einfügte.
Die Fassade enthält zwölf vorgesetzte Säulen und Nischenfiguren der Heiligen Dominikaner und entsprechen der römischen Architektur des späten 17. Jahrhunderts.
Die alte Kirche San Nicolò alla Kalsa wurde 1823 durch ein Erdbeben völlig zerstört und an ihre Stelle eine Skulptur von Ignazio Marabitti aufgestellt. Der Name San Nicolò la Kalsa wurde übernommen, erst 1986 erhielt diese den Namen Santa Maria della Pietà

## Ausstattung
Außer dem neoklassizistischen Hauptaltar und einem Tabernakel aus Lapislazuli birgt der einschiffige Kirchenraum zahlreiche bedeutende Kunstwerke.
- Giacomo Serpotta: Stuckdekoration
- Antonio Grano: Deckenfresko “Triumph des Dominikanerordens” (1708)
- Guglielmo Borremans: Fresko „Die Legende der Heiligen Katharina und Domenikus“
- Francesco Manno: Tafelbild „Heilige Dominikaner“ (1787)
- Olivio Sozzi Tafelbild „Vier Kirchenväter“, „Maria überreicht den Rosenkranz an den Heiligen Dominik“ und „Der Heilige Dominik überreicht der Religion den Habit“ (1741)
- Vincenzo Romano da Pavia: Tafelbild “Pieta”
- Pietro Aquila: Oktogonale Tafelbilder “Der verlorene Sohn” und “Abraham und Melchisedech” (um 1770)